# SBAS
SBAS (Satellite Based Augmentation System) er en fællesbetegnelse for udvidelsessystemer til GPS-navigationssystemet. Formålet er primært at gøre GPS mere anvendeligt for luftfarten hvor der er store sikkerhedsmæssige krav. Især skal der skaffes større integritet forstået som muligheden for at detektere og undgå følgerne af systemfejl.
Der findes flere SBAS systemer som dækker forskellige geografiske områder:
- WAAS (Wide Area Augmentation System) som dækker Nordamerika
- EGNOS (European Geostationary Navigation Overlay System) som dækker Europa og Afrika
- MSAS (Multi-Functional Satellite Augmentation System) som dækker Japan og dele af Oceanien.

Da disse tre systemer fungerer på samme måde og deres sendefrekvens ligger tæt op af hinanden, kan de derfor modtages af en og samme modtager.

## Virkemåde
Et SBAS system består af et antal referencestationer som konstant måler og analyserer på signalerne fra GPS-satellitterne. På den måde får man kortlagt dels den nuværende afvigelse i GPS-positionen og dels sundhedstilstanden i systemet.
På figuren ovenfor er de lilla satellitter de almindelige GPS-satellitter og den orange er en geostationær SBAS-satellit (f.eks. en Inmarsat satellit). På jorden står der en GPS-referencemodtager med en præcist bestemt position som modtager signalerne fra GPS-satellitterne. Da modtageren er placeret frit og højt er refleksionerne negligible, og de afvigelser der registreres i signalerne stammer derfor dels fra atmosfæren, og dels fra satellitterne selv, som kan have afvigende baner eller unøjagtig signalgenerering.
I forbindelse med referencemodtageren bliver der dels udregnet en position og dels foretaget en mængde analyser af signalernes korrekthed (f.eks. faseforhold). Positionsberegningen bruges til at beregne, hvor stor den aktuelle afvigelse; disse analyser bruges videre til at udarbejde en model over dels atmosfæreforholdene og dels satellitafvigelsen. Satellitafvigelserne varierer kun langsomt og er identiske for alle modtagere. De atmosfæriske forstyrrelser, som især skyldes ionosfæren, omregnes i en modelbeskrivelse som transmitteres til GPS-modtagerne. 
Når man står med en GPS-modtager får man først sin position fra de almindelige satellitter. Samtidig får man (hvis ellers modtageren kan håndtere SBAS-signalet) en atmosfære- og satelitafvigelsesmodel som GPS-modtageren kan omregne til en lokal korrektion. Når denne korrektion bliver påført den umiddelbart beregnede position (vist med lilla) får man en position, der er tættere på den reelle.
Det vigtigste ved SBAS er dog ikke altid den øgede præcision men derimod overvågningen af systemets sundhed. Sammen med atmosfæremodellen udsendes en sundhedsanalyse, så GPS modtagerene kan udelukke bestemte satellitter fra positionsberegningen. Det er kritisk for anvendelser som f.eks. luftfart, hvor man kræver at navigationssystemerne har indbygget en beskyttelse mod fejl.
Systemerne har ligheder med differentiel GPS (DGPS), men traditionel DGPS baserer sig på nærliggende referencestationer som udsender lokale korrektioner, og det princip kan ikke bruges over større områder og afstande. Det kan en atmosfæremodel derimod, da den sætter en GPS modtager i stand til selv at beregne sin egen, lokale korrektion.

## Anvendelser
Luftfartsvæsnerne, og primært det amerikanske Federal Aviation Administration, har interesser i systemet som potentielt kan forenkle og reducere de mange forskellige navigationssystemer der i dag er i brug. De mange systemer kræver installation og vedligeholdelse af store mængder udstyr og kombinationen af GPS og SBAS kan muliggøre udfasninger.
Men også andre brugere er interesserede i SBAS. Skibstrafikken kan gøre brug af den højere præcision ved manøvrer i havne eller snævre løb og på landjorden findes også talrige anvendeler som kræver høj præcision (landmåling, styring af maskiner, etc.).
SBAS modtagelse er da også ved at blive almindeligt i personlige GPS modtagere.